# モスタガネムトラム
モスタガネムトラム（アラビア語: ترامواي مستغانم、フランス語: Tramway de Mostaganem）は、アルジェリアの都市・モスタガネムの路面電車（ライトレール）。2023年に営業運転を開始した。

## 概要
地中海沿いに位置する港湾都市・モスタガネムの都市機能の強化、公共交通の利便性向上を目的に計画が行われた路面電車（ライトレール）。2013年の建設開始当初はアルジェリア、フランス、スペインの企業によるコンソーシアムによる作業が行われたが、2016年にコンソーシアムを構成していたスペインの企業が撤退した事に加え、財政問題や洪水、地盤沈下等によるプロジェクトの遅れにより一時全作業が中止される事態となった。その後、2018年にトルコの企業からの支援やアルジェリアの国営企業の参加を受けて建設が再開されたものの、新型コロナウイルス感染症（COVID-19）等の影響より計画の遅延は続き、最初の試運転が実施されたのは2021年1月となり、営業運転を開始したのは翌2023年2月18日となった。
系統は地中海沿いのリセ・ウクラフ・モハメッド（Lycée Oukraf Mohammed）とカルーバ大学（Université Kharouba）を結ぶ全長約12 kmのT1号線と、アルジェリア鉄道のモスタガネム駅に近接した電停から分岐し内陸部の新バスターミナル（Nouvelle Gare Routière）まで結ぶ全長約2 kmのT2号線が設定される。1時間あたりの利用客数はT1号線は5,000人、T2号線は3,300人を見込んでいる。車庫はカルーバ大学電停付近に大規模なものが建設される他、モスガタネム駅前電停付近にもT2号線で使用される車両向けの留置線が設置される事になっている。
車両については他のアルジェリアの路面電車（ライトレール）と同様にアルストムが展開するシタディスが導入される事になっており、そのうちモスタガネムトラム向けとして全長43.9 m、7車体連接式のシタディス402が25両製造される。8 ‰の勾配や夏季の猛暑に備えるため、台車は全て主電動機が搭載された動力台車となる他、冷房装置もより強力なものが搭載される。

## 参考資料
- TAUT (2019-12). “ALGERIA’S TRAMWAY REVOLUTION Part Two”. Tramways & Urban Transit No.984 (LRTA) 82:  455-460 2021年4月9日閲覧。.